# Irumu (territoire)
Le territoire d'Irumu est une entité administrative déconcentrée de la province de l'Ituri en république démocratique du Congo.

## Géographie
Il s'étend au sud de la province, aux environs de la ville de Bunia.

## Histoire
De nombreux affrontements sont signalés ces dernières années[Lesquelles ?] entre les tribus Hema, Lendu et Bira.

## Commune
Le territoire compte une commune rurale de moins de 80 000 électeurs.
- Irumu, (7 conseillers municipaux)

## Chefferies et secteur
Il est composé de 12 collectivités (11 chefferies et un secteur), constituées de 51 groupements :  
| Subdivision    | Statut    | Chef-lieu |
| -------------- | --------- | --------- |
| Andisoma       | Chefferie | Nyankunde |
| Babelebe       | Chefferie | Kunda     |
| Baboa-Bokoe    | Chefferie | Soleniama |
| Bahema d'Irumu | Chefferie | Sota      |
| Bahema-Mitego  | Chefferie | Burasi    |
| Bahema-Boga    | Chefferie | Boga      |
| Banyari Tchabi | Chefferie | Tchabi    |
| Basili         | Chefferie | Komanda   |
| Mobala         | Chefferie | Marabo    |
| Walendu Bindi  | Chefferie | Gety      |
| Walese Vonkutu | Chefferie | Ofaye     |
| Bahema-Sud     | Secteur   | Kasenyi   |